# Jad Hatem

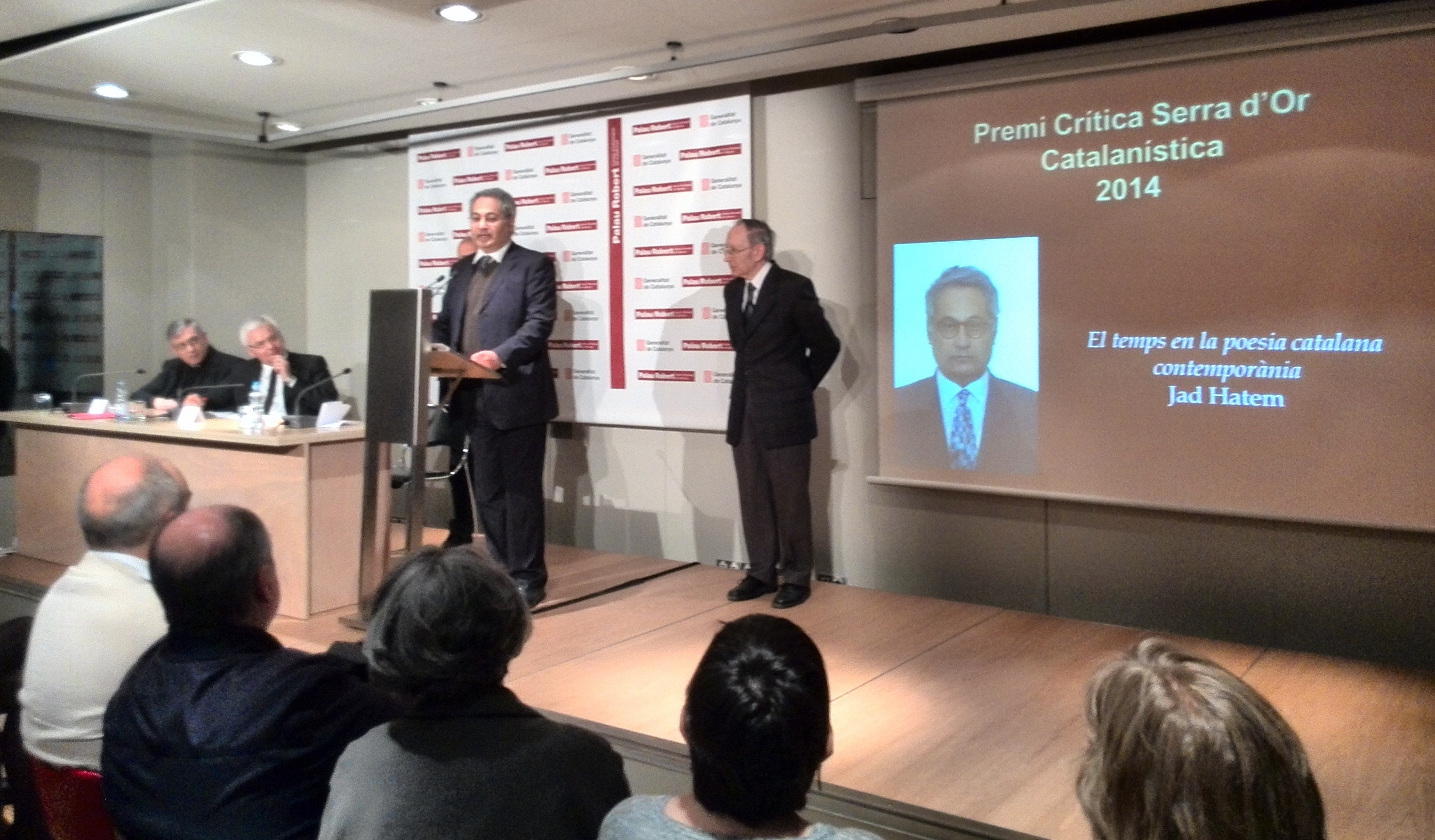
Moment de la recepció del Premi Crítica Serra d'Or de Catalanística. Barcelona 2014

Jad Hatem   (Beirut, 3 de desembre de 1952) és un filòsof i poeta libanès en llengua francesa.

## Biografia
Va estudiar filosofia i literatura francesa i després teologia catòlica i ciències de les religions.
Des del 1976 és professor de filosofia, literatura i ciències religioses a la Université Saint-Joseph de Beirut, on dirigeix en Centre d'Études Michel Henry. Ha fundat i dirigit les revistes Extasis (1980-1993), L'Orient des dieux (2001-2009), La Splendeur du Carmel (1989-...). Des del 1981 també és director dels Annales de philosophie de la Universitat Saint Joseph.
Malgrat les difícils circumstàncies viscudes al seu país a causa de la guerra, ha refusat diversos oferiments d'universitats europees i ha preferit ensenyar i escriure sempre al Líban.
A més de les classes que imparteix a la seva universitat, fa sovint cursos i conferències en universitats d'altres països. Ha fet breus estades a la Universitat Pompeu Fabra i també ha participat en el II Simposi Internacional Joan Vinyoli, celebrat a Santa Coloma de Farners al desembre del 2014. El maig del 2019 va participar en el XXI Festival de Poesia de la Mediterrània, celebrat a Mallorca.

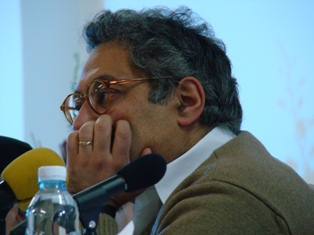
Jad Hatem

## Obra
La seva obra, formada per un centenar de títols de temàtiques diverses, es desenvolupa en tres vessants: la filosofia, l'assaig literari i la poesia. Els seus interessos es poden resumir en quatre grans blocs: la qüestió de Déu, la del sentit i l'existència del mal, la creació artística i monografies sobre filòsofs que l'han atret especialment. El seu coneixement de diverses disciplines humanístiques li permet d'establir ponts entre elles i relacionar autors i obres d'orígens ben diferents, amb especial atenció a la mística i a la poesia universal de tots els temps.
És un bon coneixedor de la literatura catalana medieval i moderna, a la qual ha dedicat algunes de les seves obres, per exemple l'assaig “Vasselage d'amour dans le Curial et Guelfe”, inclòs en el seu llibre L'Amour comme puissance et comme verité (2012).
L'any 1999 va ser guardonat amb el premi Jasmin d'Argent de poesia francesa i occitana per a la francofonia. El 2014 va rebre el Premi Serra d'Or de Catalanística pel seu assaig El temps en la poesia catalana contemporània. El 2016 va rebre el premi Saïd Akl en la categoria de Pensament. L'any 2021 va ser guardonat per l'Institut de Projecció Exterior de la Cultura Catalana (IPECC) amb el premi Josep Maria Batista i Roca - Memorial Enric Garriga Trullols per la seva contribució a la projecció de la cultura catalana a l'exterior.

## Publicacions en català
- Sobreamor. Ausiàs March, Ibn Zaydûn, Ibn ‘Arabî, Ramon Llull, (Trad. i ed. d'Elena de la Cruz Vergari), Santa Coloma de Queralt, Obrador Edendum, 2011.
- El temps en la poesia catalana contemporània, (Trad. i ed. de Josep Batalla) Santa Coloma de Queralt, Obrador Edendum, 2013 (Premi Crítica Serra d'Or de Catalanística, 2014).[5]
- La llum i la mort en la poesia de Carles Duarte i Joan Vinyoli, (Trad. i ed. de Josep Batalla) Santa Coloma de Queralt, Obrador Edendum, 2016.
- Una selecció de poemes de L'Offrande vespérale han estat publicats a la revista Reduccions, núm. 107, juny del 2016 (trad. Lourdes Godoy).

- La pedra i el temps (Trad. de Lourdes Godoy), Girona, Curbet Edicions, 2017.
- L'instant gloriós (Trad. de Lourdes Godoy), Girona, Curbet Edicions, 2018.
- Llibre d'amic de Joan Vinyoli, Presses Universitaires de Perpignan, 2018 (edició bilingüe català-francès, traducció de Lourdes Godoy).
- Una selecció de poemes de À la merci du soleil han estat publicats a la revista Encesa literària, núm. 8, 2n semestre del 2019 (trad. Lourdes Godoy).
- Hatem, Jad ; Zimmermann, Marie-Claire, Amb tinta blanca. La poesia de Josep M. Sala-Valldaura, Pagès Editors, Lleida, 2021 (Ed. de Nathalie Bittoun-Debruyne).
- La llum del país intacte, Cafè Central-Llibres del Segle, Col·lecció Balbec, Barcelona-Girona, 2022 (trad. Lourdes Godoy).
- El camí del bosc de la poesia segons Quim Vilar, Cafè Central-Llibres del Segle, Barcelona-Girona, 2024 (trad. Lourdes Godoy).

## Publicacions en francès
- La Genèse du monde fantastique en littérature, 1980; 2a ed. revisada i augmentada, Bucarest, Zeta Books, 2008.
- L'Absolu dans la philosophie du jeune Schelling, 1981; 2a ed. revisada i augmentada, Bucarest, Zeta Books, 2008.
- Nikos Kazantzaki: masque et chaos (tr. gr., Atenes, ed. Kédros, 1984), ed. fr. París, Cariscript, 1987.
- Énigme et chant (poesia), Beirut, 1985; 2a ed., París, Cariscript, 1989.
- Éthique chrétienne et révélation, París, Cariscript, 1987.
- L'Écharde du mal dans la chair de Dieu, Cariscript, 1987.
- Mal et transfiguration, París, Cariscript, 1987.
- De l'Absolu à Dieu. Autour du Traité sur la liberté de Schelling, París, Cariscript, 1987.
- La Quête poétique de Nadia Tuéni, Beirut, ed. Dar An-Nahar, 1987.
- Au sortir du visage (poesia), París, Cariscript, 1988.
- Les Libans de rêve et de guerre, París, Cariscript, 1988.
- Hermann Hesse et la quête de soi, París, Cariscript, 1988.
- L'Offrande vespérale (poesia), París, Cariscript, 1989.
- L'Être et l'extase. Sur trois poèmes de Hokushi, Forthomme et Mambrino, París, Cariscript, 1994.
- Les Cèdres talismaniques, Beirut, Aliahova, 1996.
- La Ville des puits à l'envers (contes) (amb Bernard Forthomme), Beirut, 1998.
- L'Audace pascale (poesia), París, Cariscript, 1998.
- Le Voyage en terre astrale précédé de Gibran, Iram aux colonnes, Byblos, Éditions de l'Alastor, 1998.
- La Vérité de l'homme au croisement des cultures. Essai sur Sélim Abou, París, Cariscript, 1999.
- Introduction à la lecture de Çankara, París, Geuthner, 1999. Veure Adi Shankarâchârya.
- Mal d'amour et joie de la poésie chez Majnoun Layla et Jacques Jasmin, Agen, Quesseveur, 2000.
- Par la poussière des étoiles (poesia), il·lustracions de Réthy Tambourgi, París, Cariscript, 2000.
- Hindiyyé d'Alep. Mystique de la chair et jalousie divine, París, L'Harmattan, 2001.
- L'Inversion du maître et du serviteur, París, L'Harmattan, 2001.
- Marx, philosophe de l'intersubjectivité, París, L'Harmattan, 2002.
- Recherches sur les christologies maronites, París, Geuthner, 2002.
- Soleil de nuit. Rilke, Fondane, Stétié, Tuéni, París, IDlivre, 2002.
- Extase cruciale et théophorie chez Thérèse d'Avila, París, L'Harmattan, 2002.
- Le Premier Œil, (poesia), il·lustracions d'Anne Guichard, París, L'Harmattan, 2003.
- Suhrawardî et Gibran, prophètes de la Terre astrale, Beirut, Albouraq, 2003.
- La Gloire de l'Un. Philoxène de Mabboug et Laurent de la Résurrection, París, L'Harmattan, 2003.
- La Femme nodale. Thomas Mann et Daniel Cohen, París, L'Harmattan, 2003.
- Semer le Messie selon Fondane poète, Brussel·les, La Part de l'œil, 2004.
- Sagesses de Jésus le Christ, Beirut, Albouraq, 2004.
- Le Sauveur et les viscères de l'être. Sur le gnosticisme et Michel Henry, París, L'Harmattan, 2004.
- Christ et intersubjectivité chez Marcel, Stein, Wojtyla et Henry, París, L'Harmattan, 2004.
- Éléments de théologie politique, París, L'Harmattan, 2005.
- Mystique et philosophie mêlées, París, L'Harmattan, 2005
- Figures de la foudre, méditations poétiques sur trois sculptures de Réthy Tambourgi, Agen, Quesseveur, 2005.
- Hallâj et le Christ, París, L'Harmattan, 2005.
- Marx, philosophe du mal, París, L'Harmattan, 2006.
- Théologie de l'œuvre d'art mystique et messianique. Thérèse d'Avila, Andreï Roublev, Michel Henry, Brussel·les, Lessius, 2006.
- Satan, monothéiste absolu selon Goethe et Hallâj, París, Éditions du Cygne, 2006.
- Dieu en guise d'homme dans le druzisme, París, Librairie de l'Orient, 2006
- Le Lever de l'Aurore, Agen, Quesseveur, 2007
- Les Trois Néphites, le Bodhisattva et le Mahdî ou l'ajournement de la béatitude comme acte messianique, París, Ed. du Cygne, 2007.
- Charité de l'infinitésimal. Variations leibniziennes, París, L'Harmattan, 2007
- La Poésie de l'extase amoureuse. Shakespeare et Louise Labé, París, Orizon, 2008.
- Phénoménologie de la création poétique, París, L'Harmattan, 2008.
- La Rosace. Prolégomènes à la mystique comparée, París, Éditions du Cygne, 2008.
- La Reine de sauveté, (poesia), Éditions du Cygne, París, 2009.
- De l'amour pur hyperbolique en mystique musulmane, Éditions du Cygne, París, 2009 (tr. romanesa, Bucarest, Humanitas, 2007).
- Schelling. L'angoisse de la vie, París, l'Harmattan, 2009.
- L'Art comme autobiographie de la subjectivité absolue. Schelling, Balzac, Henry,París, Orizons, 2009
- La poésie slovène contemporaine: l'écriture de la pierre, París, Éditions du Cygne, 2010
- Amour pur et vitesse chez Madame Guyon et Kleist, París, Éditions du Cygne, 2010
- Les Agonies du Christ, París, Éditions du Cygne, 2010.
- Un Paradis à l'ombre des épées. Nietzsche et Bartol, París, L'Harmattan, 2010 (sobre la secta des Assassins, Nizârites).
- Majnoun Laylâ et la mystique de l'amour, París, L'Harmattan, 2011
- Le temps dans la poésie catalane contemporaine, París, Ed. du Cygne, 2011
- Rupture d'identité et roman familial, París, Orizons, 2011
- Suramour. Auziàs March, Ibn Zaydûn, Ibn ‘Arabî, Raymond Lulle, Paris, Ed. du Cygne, 2011
- L'Âme et l'Abîme dans la mystique féminine carmélitaine. Thérèse d'Avila, Thérèse de l'Enfant-Jésus, Élisabeth de la Trinité, Gertrude von Lefort, Édith Stein, París, L'Harmattan, 2011
- L'Amour les yeux ouverts. Marina Tsvétaïéva, Nestor Koukolnik, Rouma al-moudrâyâ, París, Ed. du Cygne, 2011
- Barbey d'Aurevilly et Schelling, París, Orizons, 2012
- Qui est la vérité ?, París, Hermann, 2012
- Les Servantes de la vie, (teatre) París, Ed. du Cygne, 2012
- L'Amour comme puissance et comme vérité, París, Ed. du Cygne, 2012
- Prokofiev l'ange de feu et d'acier, París, Ed. du Cygne, 2013
- Le Traité christologique du Calife al-Mu‘izz, le druzisme et le nusayrisme, París, Ed. du Cygne, 2013
- Liberté humaine et divine ironie. Schelling avec Luther, París, Orizons, 2013
- Un bruit d'avoir été. Sur Qohélet, París, Orizons, 2014
- Le roman druze : amour interdit et visage divin, París, Ed. du Cygne, 2014
- Le Vin éternel. Sur Ibn al-Fâriḍ, París, Orizons, 2014
- Dieu et les songes sacrés de la terre, París, Ed. du Cygne, 2014
- Mysticisme et christologie, París, Ed. du Cygne, 2014
- Chrétiens d'Orient en quête d'une nouvelle religion, Universität Erfurt, coll. Erfurter Beiträge zur Geschichte Westasiens n° 6, 2014
- La Lumière, le poème, la mort. Sur Duarte et Vinyoli, París, Ed. du Cygne, 2015
- Messianités. Kafka, Kazantzaki, Tournier, Böll, Kemal, París, Orizons, 2015
- Jésus au désert: épreuve et tentation, París, Ed. du Cygne, 2015.
- Empédocle, Qohélet, Bar Hebraeus, Paris, Orizons, 2015
- Joan Sales et l'instant glorieux, Paris, Éd. du Cygne, 2015
- La Théophanie de l'impossible, Paris, Éd. du Cygne, 2016
- Le Roman de Mariona, Paris, Ganse Art et Lettres, 2016
- Le Christ druze et l'Inde éternelle, Paris, Orizons, 2016
- D'Henry à Levinas. Exercices de phénoménologie matérielle, Sarrebruck, Éditions universitaires européennes, 2016
- La Pierre et le temps. Schelling, Vinyoli, Riba, Rodoreda, Vilanova, Aguiló, Monzó, Éd. du Cygne, Paris, 2016
- L'Amour pur selon Luther et Laurent de la Résurrection, Éd. du Cygne, Paris, 2016
- Qu’est-ce que la religion ?, Paris, Éd. M’Édite, 2017
- S'adonner à la poésie, Paris, Éd. du Cygne, 2017
- Matrix, Marx et le Messie, Paris, Orizons, 2017
- À la merci du soleil, (poesia) Paris, Ganse Art et Lettres, 2017
- Proust et Schelling. Recherches sur le mal, Paris, Orizons, 2018
- La poésie de Josep Sala-Valldaura. Le Silence et son Verbe, Paris, Éd. du Cygne, 2018
- La Lune et ses sortilèges, (poesia) Paris, Éd. du Cygne, 2018
- La Liberté sans déclin. Madame Guyon, Duns Scot, Schelling, Secrétan, Bucarest, 2018
- L'ange, le mal et la contingence, Paris, Orizons, 2018
- L'amour et l'excès, Beyrouth, Saer al Machrek, 2019
- La Lumière du pays intact, (poesia) Paris, Ganse Art et Lettres, 2019
- Être la vérité, Paris, Éditions du Cygne, 2019
- Les Chrétiens d'Orient et le Dieu à venir, Beyrouth, Saer al Machrek, 2020
- Petite Théologie de la pandémie, Éditions du Cygne, 2020
- L'Apocalypse de Barnabé et la catastrophe libanaise, Beyrouth, Saer al Machrek, 2020
- Tonnerre éclatant et bruit d'avoir été, précédé de Jean Ogier de Gombauld, Les Sonnets chrétiens, Paris, Orizons, 2020
- Trois Saintes : Râbi‘a al-‘Adawiyya, Marie des Vallées, Mâ Ananda Moyî, Beyrouth, Saer al Machrek,  2021
- Trois poètes : Mutanabbî, Quauhtencoztli, Hopkins, Beyrouth, Saer al Machrek,  2021
- L’Abîme et le mal selon Shelley, O’Connor et Giono, Paris, Éd. du Cygne, 2021
- Les Chants de cristal, Beyrouth, Saer al Machrek,  2021
- Écrire sous un Dieu contraire. Essai sur la poésie féminine ibérique contemporaine, Beyrouth, Saer al Machrek,  2021
- Platon, l'enthousiasme et le désir, Beyrouth, Saer al Machrek,  2021
- L’anomie et son chaos. Conrad et Lenz, Sand et Sade, Beyrouth, Saer al Machrek 2021
- Sartriens orientaux, Beyrouth, Saer al Machrek,  2021
- Le Serpent de la connaissance et de la transgression, Beyrouth, Saer al Machrek,  2021
- Confucius et la vertu d'humanité, Beyrouth, Éditions de l'Université Saint-Joseph, 2021
- La Transmutation : Jung et l'Islam, Beyrouth, Saër al Machrek,  2022
- Des signes avec des flammes: Barcelone, l'amour et l'écriture, Beyrouth, Saer al Machrek,  2022
- L'Atlantide, le mal et l'Éternel Féminin, Beyrouth, Saer al Machrek,  2022
- Oedipe, Schopenhauer, Nietzsche, Beyrouth, Saer al Machrek,  2022
- Antoni Clapés et l'arbre secret des mots, Beyrouth, Saer al Machrek, 2022
- Œdipe, Schelling, Hegel, Beyrouth, Saër al Machrek, 2022
- Les Vents divins au royaume des ombres, roman, Paris, Orizons, 2022
- Le Roman d’Apollodore et Alcyone, suivi d’Apollon et Daphné, astres disjoints, Beyrouth, Saër al Machrek, 2023
- La Mystique de l’amour dans Fontaine de Charles Morgan, Beyrouth, Saër al Machrek, 2023
- Refléxions sur l'amour de Dieu suivant Franz Rosenzweig, Beyrouth, Saër al Machrek, 2023
- La poésie de Lucian Blaga comme signe visible de l'existence dans l'horizon du mystère, Beyrouth, Saër al Machrek, 2023
- Constellation, nouvelle suivie de Lecture rimbaldienne de Constellation', par Simona Jișa, Beyrouth, Saër al Machrek, 2023
- La Grâce comme injustice. Dissertation sur la parabole des ouvriers de la onzième heure, Beyrouth, Saër al Machrek, 2023
- La Rose épanouie de la bhakti de nuit, Beyrouth, Saër al Machrek, 2023
- Kâlidâsa, amour et désir, Beyrouth, Saër al Machrek, 2023
- La femme éducatrice dans le roman de formation, Beyrouth, Saër al Machrek, 2023
- L’Éternité en partage, poème, Beyrouth, Saër al Machrek, 2023
- Les Six Figures du mal, Beyrouth, Saër al Machrek, 2024
- La Métaphysique de Sparkenbroke. Essai sur Charles Morgan, Beyrouth, Saër al Machrek, 2024
- Amour, enfer et pureté, Beyrouth, Saër al Machrek, 2024
- La Poésie, l'abîme et l'infini, Beyrouth, Saër al Machrek, 2024
- Le Chemin forestier de la poésie selon Quim Vilar, Beyrouth, Saër al Machrek, 2024

## Publicacions en àrab
- Yahya Ibn Adî wa tahdhîb al-akhlâq, Beirut, Dar el-Machreq, 1987.

## Obres sobre Jad Hatem
- Gisèle Vanhèse, Par le brasier des mots. Sur la poésie de Jad Hatem, París, L'Harmattan, 2009.
- Charbel el Amm, L'Être-vérité. Questionnement à partir de Qui est la vérité? de Jad Hatem, París, L'Harmattan, 2013
- Acanthe, volum 19, any 2001, número especial dedicat a Jad Hatem
- Patrick Cerutti (éd.), Amour et vérité. Autour de Qui est la vérité? de Jad Hatem, Paris, Orizons, 2018.
- Josep M. Sala-Valldaura, «La llibertat crítica de Jad Hatem», dins Reduccions, revista de poesia, núm. 114, Ed. EUMO, Vic, 2019, p. 179-200
- Lourdes Godoy, «El poeta Jad Hatem», dins Encesa literària, núm. 8, Ed Cal·lígraf, 2n semestre de 2019, p. 45-52
- Jordi Pla, «Una qüestió de fons a Incerta glòria de Joan Sales», dins Serra d'or, núm. 721, 2020, p. 77-78
- Natalia Abdel Fattah, "Le "lieu primordial" ou la Réalisation alchimico-mystique du Soi dans la poésie de Jad Hatem", Annali Curcio, Istituto Armando Curcio, University Press, Roma, 2022.[10]